# RWE Industriemuseum

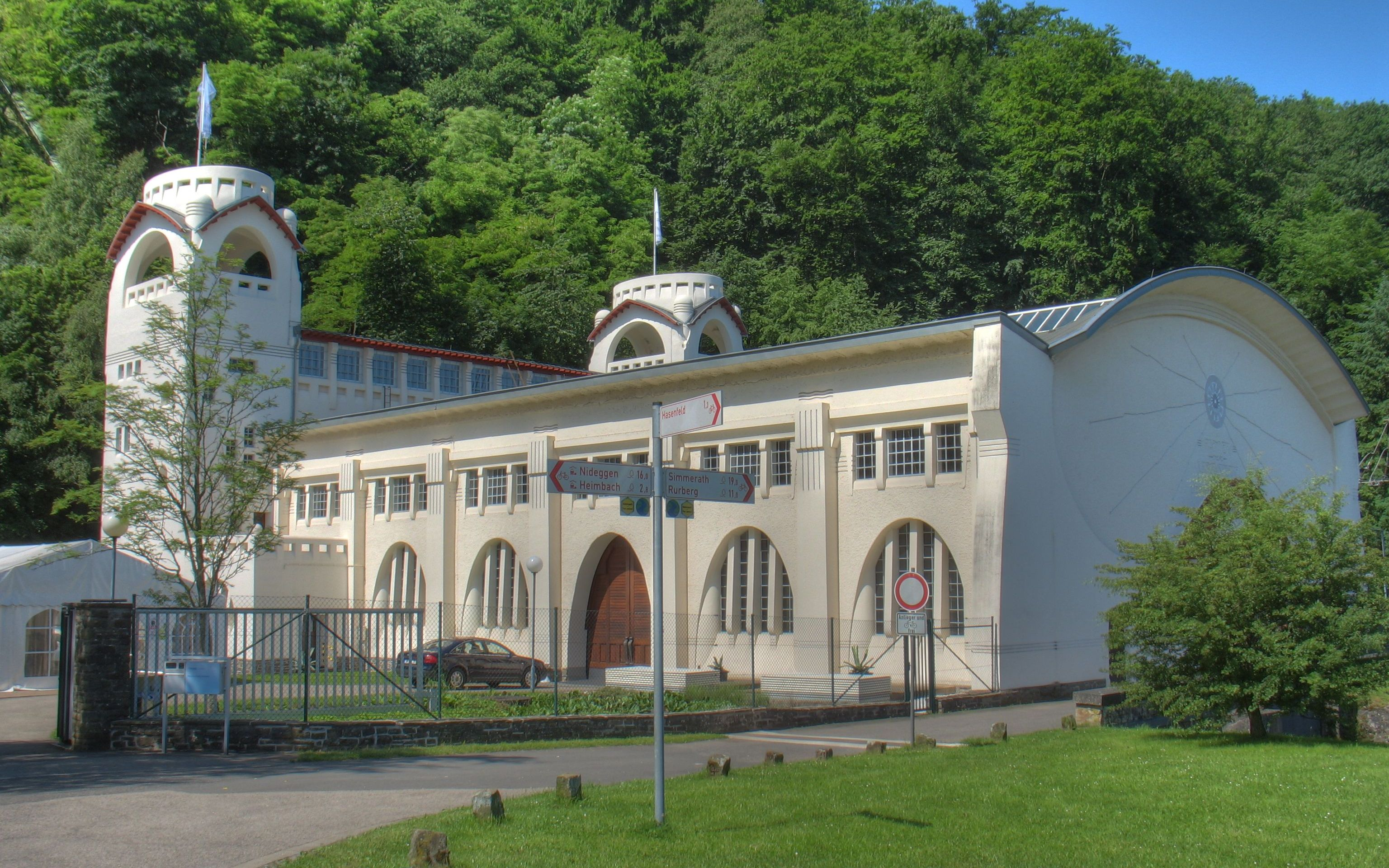
Das Kraftwerk mit dem Museum

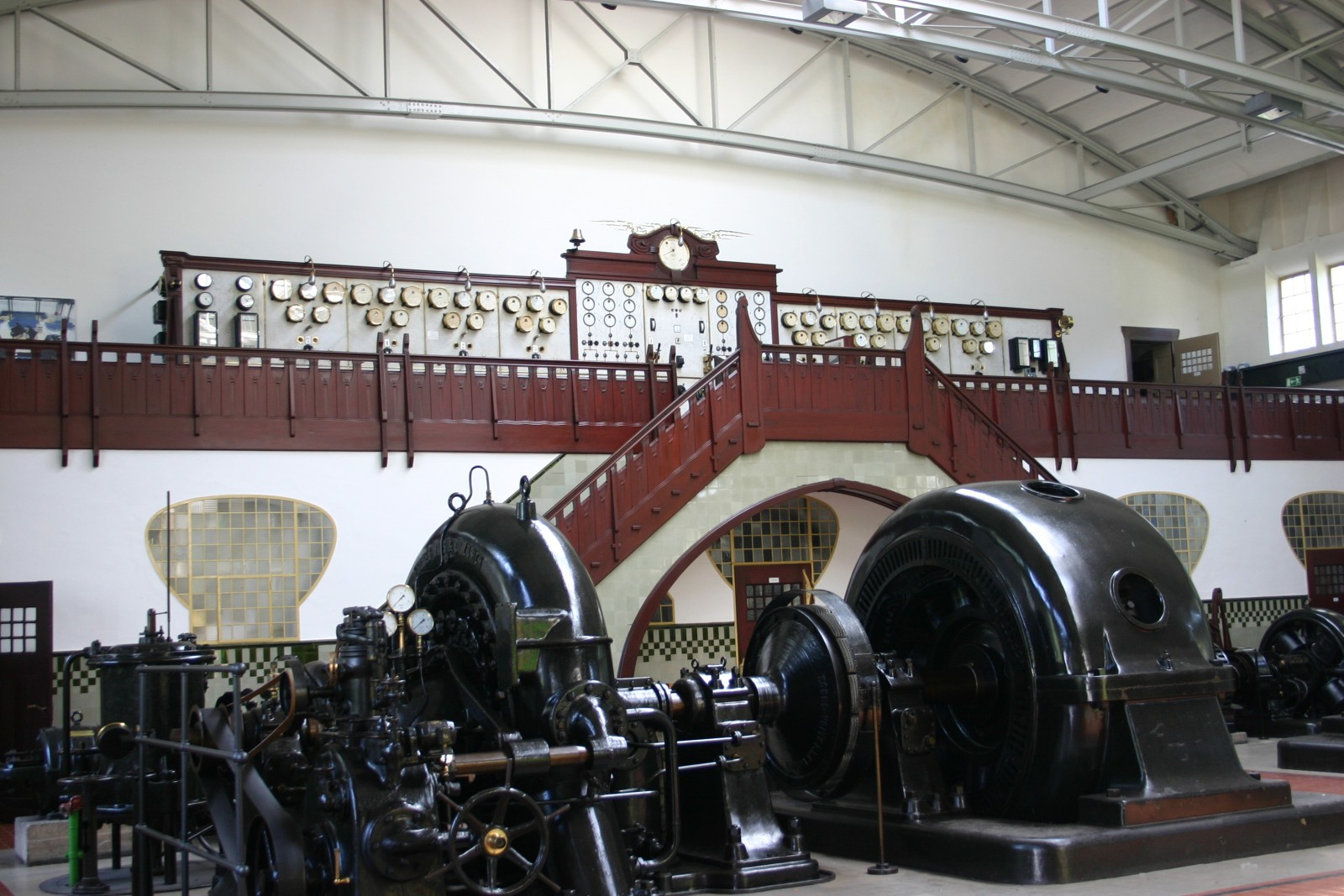
In der Turbinenhalle

Das RWE Industriemuseum befindet sich in Heimbach (Eifel) im Kreis Düren, Nordrhein-Westfalen.
Das Museum ist seit 1989 im Kraftwerk Heimbach, welches sich noch in Betrieb befindet, untergebracht. Das vollständig erhaltene Jugendstil-Gebäude ist einmalig in Europa.
In dem Kraftwerk selbst sind die alten Messingarmaturen mit den Turbinen zu besichtigen. Im Nebenhaus sind elektrische Geräte von Beginn des 20. Jahrhunderts an ausgestellt. Vom Flaschenwärmer bis zum Zigarettenanzünder finden sich hier historische Elektrogeräte aller Art.